# Gyeonghuigung

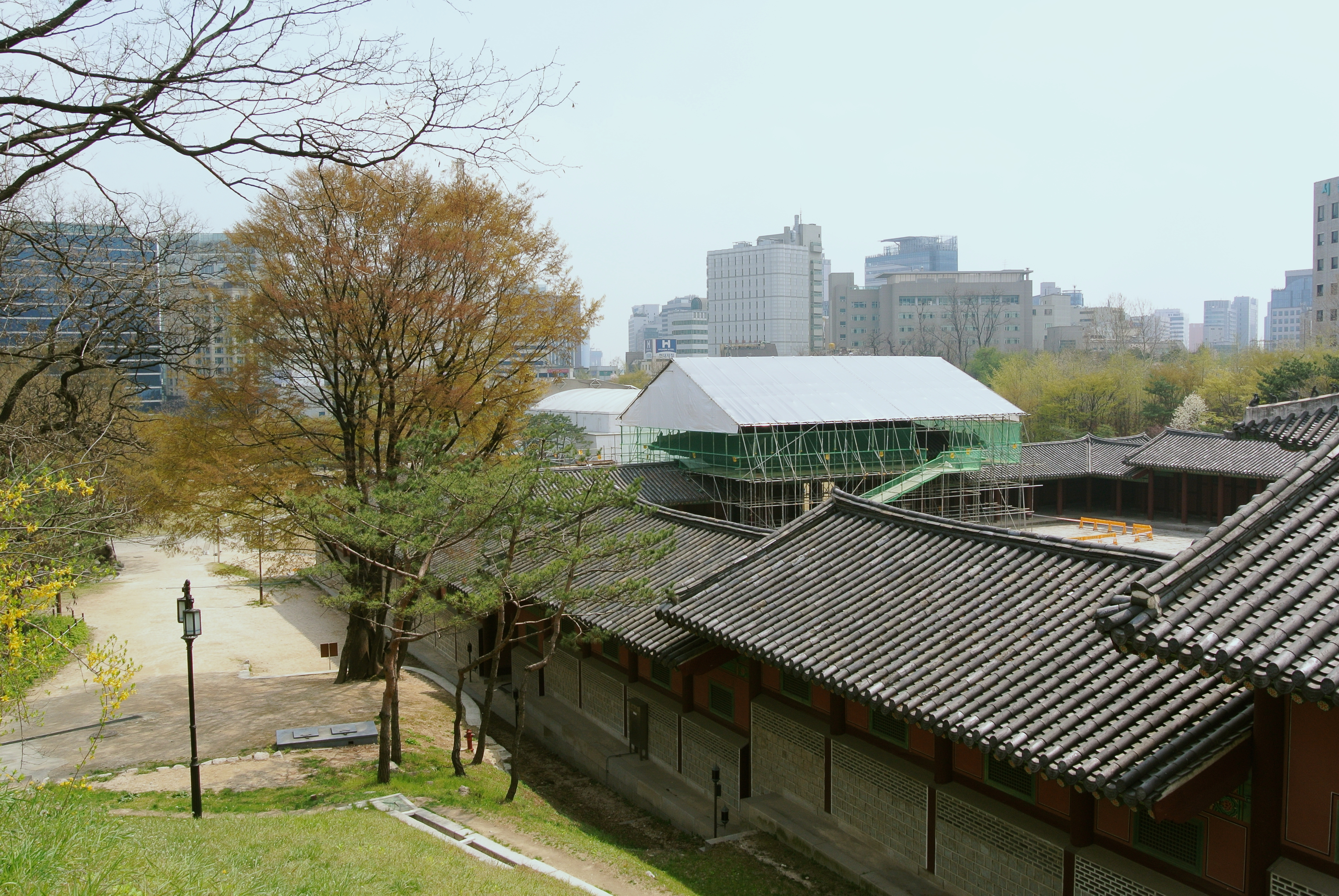
Gyeonghuigung y parco

Gyeonghuigung (en hangul, 경희궁; en hanja, 慶熙宮; romanización revisada, Gyeonghuigung; McCune-Reischauer, Kyŏnghŭikung; literalmente, «Palacio de harmonía serena») es un palacio localizado en Jongno-gu, Seúl, Corea del Sur. Fue uno de los Cinco Grandes Palacios construidos por la dinastía Joseon. Actualmente es el sitio histórico No. 271.

## Historia
A finales del período Joseon, durante la invasión japonesa en 1592, Gyeonghuigung sirvió como palacio secundario del rey, y al estar situado en el lado occidental de Seúl fue llamado Seogwol (en hangul, 석월; McCune-Reischauer, Sŏgwŏl; significado, ‘palacio del oeste’). El palacio secundario era usualmente el lugar donde el rey se refugiaba en casos de emergencia. Cerca de diez reyes de la dinastía Joseon vivieron en Gyeonghuigung, desde el Rey Injo hasta el Rey Cheoljong.
En su momento de máximo esplendor, llegó a tener más de cien salones y tener un puente de arco que lo conectaba con el Palacio Deoksugung. La audiencia real utilizaba los edificios Sungjeongjeon (숭정전?, SungjǒngjǒnMR) y Jajeongjeon (자정전?, ChachǒngjǒnMR) y para dormir, los edificios Yungbokjeon (융복전?, YungbokchǒnMR) y Hoesangjeon (회상전?, HoesangjǒnMR).

### Destrucción
El gobierno de ocupación japonés destruyó completamente el palacio en 1908 con el fin de construir una escuela para ciudadanos japoneses. Las obras de reconstrucción iniciaron en la década de 1990 como parte de una iniciativa del gobierno surcoreano de reconstruir los Cinco Grandes Palacios, que fueron gravemente dañados por la invasión japonesa. Sin embargo, debido al crecimiento urbano y décadas de negligencia, el gobierno solamente fue capaz de reconstruir cerca del 33% del antiguo palacio.
Actualmente, dentro del terreno del palacio se encuentra el Museo de Historia de Seúl y el anexo del Museo de Arte de Seúl. Además albergó la exhibición Transformer de Prada en 2009.

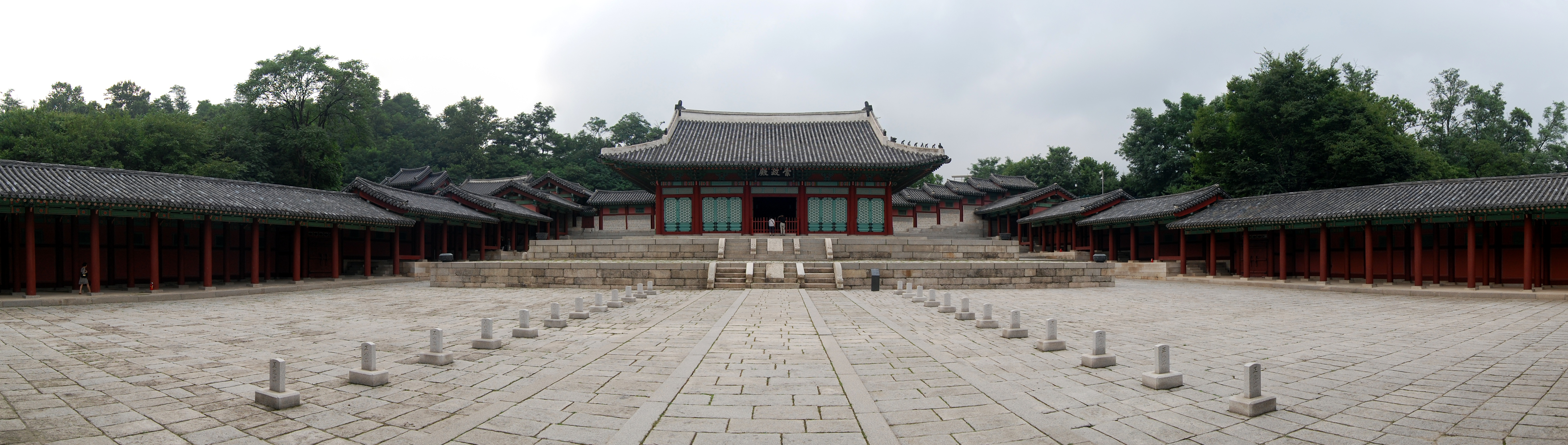
Vista panorámica del actual Palacio Gyeonghuigung.